# قصي حبيب
قصي حبيب (مواليد 15 أبريل 1987 في القامشلي، سوريا) هو لاعب كرة قدم سوري يلعب مع نادي بغداد الرياضي في الدوري العراقي الممتاز كلاعب وسط. مثّل منتخب سوريا لكرة القدم. بدأ مسيرته الدولية يوم 14 نوفمبر 2010 في مباراة ودية أمام البحرين.

## روابط خارجية
- قصي حبيب على موقع قاعدة بيانات كرة القدم.إي يو (الإنجليزية)
- قصي حبيب على موقع ناشيونال فوتبول تيمز (الإنجليزية)
- قصي حبيب على موقع Soccerway.com (الإنجليزية)
- قصي حبيب على موقع عالم كرة القدم.نت (الإنجليزية)